# Alexandra Engen
Alexandra Engen, née le 5 janvier 1988 à Sarpsborg en Norvège est une coureuse cycliste suédoise, spécialiste du VTT cross-country.

## Palmarès en VTT

### Jeux olympiques
- Londres 2012
  - 6e du cross-country

### Championnats du monde
- 2009 Canberra
  -  Médaillée d'argent du cross-country espoirs
  - 4e du relais par équipes
- 2010 Mont-Sainte-Anne
  -  Championne du monde de cross-country espoirs
- 2011 Champéry
  - 8e du relais par équipes
- 2012 Saalfelden-Leogang
  -  Championne du monde de cross-country eliminator
  - 6e du relais par équipes
- 2013 Pietermaritzburg
  -  Championne du monde de cross-country eliminator

### Coupe du monde
- Coupe du monde de cross-country
  - 2012 : 18e du classement général
  - 2013 : 5e du classement général
  - 2014 : 21e du classement général
  - 2015 : n'a pas participé
  - 2016 : 37e du classement général
  - 2017 : 35e du classement général

- Coupe du monde de cross-country eliminator (1)
  - 2012 : vainqueur d'une manche
  - 2013 : 1re, vainqueur de deux manches
  - 2014 : 3e, vainqueur de deux manches

### Championnats d'Europe
- 2006
  -  Médaillée de bronze du cross-country juniors
- 2008
  -  Médaillée de bronze du relais par équipes
- 2009
  -  Championne d'Europe du relais par équipes
  -  Médaillée d'argent du cross-country espoirs
- 2010
  -  Championne d'Europe de cross-country espoirs
- 2014
  -  Médaillée de bronze du cross-country eliminator

### Championnats de Suède
- Championne de Suède de cross-country (6) : 2007, 2008, 2009, 2010, 2011 et 2012